# Polyscias aculeata
Polyscias aculeata é uma espécie vegetal do gênero Polyscias.

## Sinônimos
- Cuphocarpus aculeatus Decne. & Planch.
- Cuphocarpus inermis Baker
- Gastonia aculeata Thouars ex Decne. & Planch. [inválido]
- Panax cuphocarpus Drake
- Polyscias inermis (Baker) Harms